# Grupo de Perth
El Grupo de Perth es un grupo de negacionistas del VIH/sida con sede en Perth (Australia Occidental) que afirman, en oposición al consenso científico, que la existencia de VIH (virus de inmunodeficiencia humana) no se ha probado y que el sida y todo fenómenos "VIH" son causados por cambios en redox celular debido a la naturaleza oxidativa de las sustancias y exposiciones comunes a todos los grupos de riesgo de sida, y son causadas por las condiciones celulares utilizadas en el "cultivo" y "aislamiento" del "VIH".
El activismo del grupo ha afectado negativamente a la epidemia de VIH/sida en Sudáfrica debido a su influencia en las políticas del sida del presidente sudafricano Thabo Mbeki. Se ha atribuido a la resultante negativa del gobierno a proporcionar un tratamiento eficaz contra el VIH cientos de miles de muertes prematuras por sida en Sudáfrica.
En 2007 el testimonio de varios miembros del grupo fue desechado de la corte durante el juicio de Andre Chad Parenzee, un hombre VIH positivo acusado de transmisión temeraria del VIH. Robert Gallo ha indicado que estaba sorprendido por "la ignorancia masiva [del Grupo de Perth], junto con la grandiosidad con que se promocionan a sí mismos como expertos".